# Kenneth Williams
Kenneth Charles Williams (22 de febrero de 1926 – 15 de abril de 1988) fue un actor británico.

## Vida y carrera
Su verdadero nombre era Kenneth Charles Williams, y nació en  Londres, Inglaterra. Sus padres eran Charles Williams, un barbero, y Louisa. Estudió en la Lyulph Stanley School y, aunque su educación no fue especial, fue un voraz lector a lo largo de toda su vida. La relación con sus padres fue clave en su personalidad, y Williams explicaba que su talento interpretativo y cómico lo debía a su madre.
Williams trabajó como dibujante aprendiz de un cartógrafo y se unió a las Fuerzas Armadas en 1944, con 18 años de edad. Formaba parte de los Royal Engineers en Bombay cuando actuó por primera vez en un escenario formando parte del Combined Services Entertainment, junto a Stanley Baxter y Peter Nichols.

### Intérprete cómico
Su carrera profesional se inició en 1948 con papeles en el teatro de repertorio, pero interpretó muy pocos papeles serios en sus comienzos. El no llegar a ser un actor dramático serio le desanimó, pero su potencial cómico le abrió otro camino. Fue observado mientras interpretaba al Delfín de Francia en la obra de George Bernard Shaw Saint Joan en 1954 por el productor radiofónico Dennis Main Wilson, que estaba seleccionando el reparto para Hancock's Half Hour, una serie para la radio protagonizada por Tony Hancock. Williams formó parte del elenco de la serie hasta poco antes del final de la misma. A pesar del éxito y reconocimiento conseguidos con la radio, Williams pensaba que el teatro, el cine y la televisión eran formas de entretenimiento 'superiores'.
Hacia el final del show, Williams decidió abandonarlo ya que, entre otras cosas, entendía que cada vez tenía menos que hacer en el programa. Williams se unió a Kenneth Horne para trabajar en Beyond Our Ken (1958–1964) y su secuela, Round the Horne (1965–1968).       
Williams actuó en revistas en el West End londinense, entre las que se incluían Share My Lettuce, con Maggie Smith, y escrita por Bamber Gascoigne, y Pieces of Eight, con Fenella Fielding. La última revista de Williams fue One over the Eight, con Sheila Hancock. 
También trabajó con Ingrid Bergman en una producción teatral de la obra de George Bernard Shaw Captain Brassbound's Conversion en 1971. Williams protagonizó en 1972 junto a Jennie Linden My Fat Friend.
Williams trabajó en la televisión y el cine británicos, destacando su participación en la serie Carry On (1958–1978 y 1992). 

## Programas de radio y televisión
Williams trabajó con regularidad en el concurso radiofónico de la BBC Just a Minute, a partir de la segunda temporada en 1968 y hasta su fallecimiento. También participó con frecuencia en el programa de BBC Two What's My Line? en la década de 1970, y presentó varias ediciones de la serie infantil Jackanory. Asimismo actuó en el show de entrevistas de Michael Parkinson en ocho ocasiones. Además, Williams fue uno de los presentadores de Wogan en 1986.

## Vida personal y fallecimiento
El 14 de octubre de 1962 el padre de Williams, Charles, fue hospitalizado tras beber tetracloruro de carbono que se encontraba en una botella de jarabe para la tos. Williams no visitó a su padre, ni siquiera cuando falleció al día siguiente. En vez de ello, Williams hizo una de sus mejores actuaciones teatrales en el West End.
Varios años más tarde Williams rechazó una oferta de trabajo con Orson Welles en Estados Unidos. Parece ser que la verdadera razón de este rechazo radicaría en que se le había denegado el visado para el viaje por considerarle Scotland Yard sospechoso de la muerte de su padre.
Williams insistió en que era célibe, y vivió solo toda su vida de adulto sin tener ninguna relación sentimental de calado. Sin embargo, fue amigo del dramaturgo gay Joe Orton (que escribió el papel de Inspector Truscott en Loot (1966) pensando en Williams), y disfrutó unas vacaciones en Marruecos con el escritor y su amante, Kenneth Halliwell. Otros de sus amigos fueron Stanley Baxter, Gordon Jackson y su esposa Rona Anderson, Sheila Hancock, Maggie Smith y su marido dramaturgo, Beverley Cross. También tuvo gran amistad y cariño a sus compañeros en Carry On Barbara Windsor, Kenneth Connor, Hattie Jacques, Joan Sims y Bernard Bresslaw. 
En sus últimos años su salud empeoró, al igual que la de su anciana madre, por lo que se agravó su depresión. Falleció en 1988 en Londres. La causa de su muerte fue una sobredosis de barbitúricos. Una investigación no pudo establecer si la muerte se debió a un accidente o a un suicidio.

## Interpretaciones

### Cine
| - Trent's Last Case (1952) - The Beggar's Opera (1953) - Valley of Song (1953) - Innocents in Paris (1953) - The Seekers (1954) - Carry On Sergeant (1958) - Carry On Nurse (1958) - Carry On Teacher (1959) - Tommy the Toreador (1959) - Make Mine Mink (1960) - Carry On Constable (1960) - His and Hers (1961) - Raising the Wind (1961) - Carry On Regardless (1961) - Love Me, Love Me, Love Me (1961) - Twice Round the Daffodils (1962) - Carry On Cruising (1962) - Carry On Jack (1963) - Carry On Spying (1964) | - Carry On Cleo (1964) - Carry On Cowboy (1965) - Carry On Screaming (1966) - Carry On Don't Lose Your Head (1966) - Carry On Follow That Camel (1967) - Carry On Doctor (1967) - Carry On Up the Khyber (1968) - Carry On Camping (1969) - Carry On Again Doctor (1969) - Carry On Loving (1970) - Carry On Henry (1970) - Carry On at Your Convenience (1971) - Carry On Matron (1971) - Carry On Abroad (1972) - Carry On Dick (1974) - Carry On Behind (1975) - That's Carry On! (1977) - The Hound of the Baskervilles (1978) - Carry On Emmannuelle (1978) |

### Televisión
- The wonderful visit (1952)
- International Cabaret
- The Kenneth Williams Show
- Jackanory
- Willo the Wisp
- Galloping Galaxies
- An Audience with Kenneth Williams
- What's My Line?
- Some You Win
- Whizzkids Guide
- Lets Make a Musical
- Meanwhile on BBC2
- Join Jim Dale
- The Wednesday Play
- BBC Sunday Night Theatre
- Saint Joan
- Sword of freedom
- The School
- Dick and the Duchess
- The Armoured Car
- Moby Dick Rehearsed
- Misalliance

### Radio
- Hancock's Half Hour
- Beyond Our Ken
- Round the Horne
- Kenneth Williams Playhouse
- Oh Get On with It
- Stop Messing About
- Just a Minute
- The Wind in the Willows

### Libros
- Acid Drops
- Back Drops
- Just Williams
- I Only Have To Close My Eyes
- The Kenneth Williams Diaries
- The Kenneth Williams Letters

### Discos
- Kenneth Williams on Pleasure Bent 1967, Decca LK 4856. Arreglos y dirección musical de Barry Booth, supervisión de sonido de Roger Cameron.
- The World of Kenneth Williams 1970, Decca SPA 64. Edición de grabaciones de las décadas de 1950 y 1960.